# Wappen des Vereinigten Königreichs
Das Wappen des Vereinigten Königreichs von Großbritannien und Nordirland ist das Wappen von König Charles III. und Symbol der königlichen Herrschaft.

## Geschichte
Das Königswappen, das in leicht abgewandelter, weniger prunkvoller Form auch Regierungswappen ist, existiert in dieser Form seit der Thronbesteigung von Königin Viktoria im Jahr 1837. Bereits mit der englisch-schottischen Personalunion 1603 entstand eine ähnliche Form des Wappens.
Erst mit der Vereinigung Großbritanniens und Irlands 1801, die sich in einer Neuordnung der Symbole im Wappen niederschlug, verschwanden die seit 1340 in verschiedener Form eines Anspruchs auf den französischen Thron wegen geführten französischen Lilien.

## Beschreibung
Der Wappenschild ist geviert und zeigt die Landesteile:
|  | 1. und 4. Feld | Links (heraldisch rechts) oben und rechts (heraldisch links) unten das Wappen Englands: Drei goldene blau bewehrte „Leoparden“ (schreitende Löwen) auf rotem Grund. |
|  | 2. Feld        | Rechts oben das Wappen Schottlands: Ein von einem roten Doppellilienbord umgebener roter schottischer Löwe auf goldenem Grund.                                      |
|  | 3. Feld        | Links unten das Wappen Irlands: Eine goldene Harfe auf blauem Grund, die Nordirland symbolisiert (bis 1927 ganz Irland).                                            |

Der Hosenbandorden umgibt den Wappenschild mit der Devise des Ordens: Honi soit qui mal y pense (frz., sinngemäß „Beschämt sei, wer schlecht darüber denkt“). Auf dem Schild ein Spangenhelm mit der darauf sitzenden Tudorkrone. Auf der Krone steht der rechtslaufende gekrönte englische Löwe.
Der Wappenschild wird von zwei Schildhaltern gehalten. Der heraldisch rechte Wappenträger, ein gekrönter Löwe, steht für England. Der heraldisch linke Wappenträger, ein silbernes Einhorn, symbolisiert Schottland. Das Einhorn ist angekettet, denn im Mittelalter wurde das Einhorn für ein gefährliches Tier gehalten, das nur von einer Jungfrau gezähmt werden konnte.
Das Rasenstück, auf welchem Schild, Wappenschmuck und Wappenträger stehen, wird durch ein Spruchband mit dem Wahlspruch des englischen Königshauses verziert: Dieu et mon droit (frz., „Gott und mein Recht“). Über dem Spruchband Symbole für England (Tudor-Rosen), Schottland (Disteln) und Irland (Kleeblätter).

## Verwendung in der Architektur

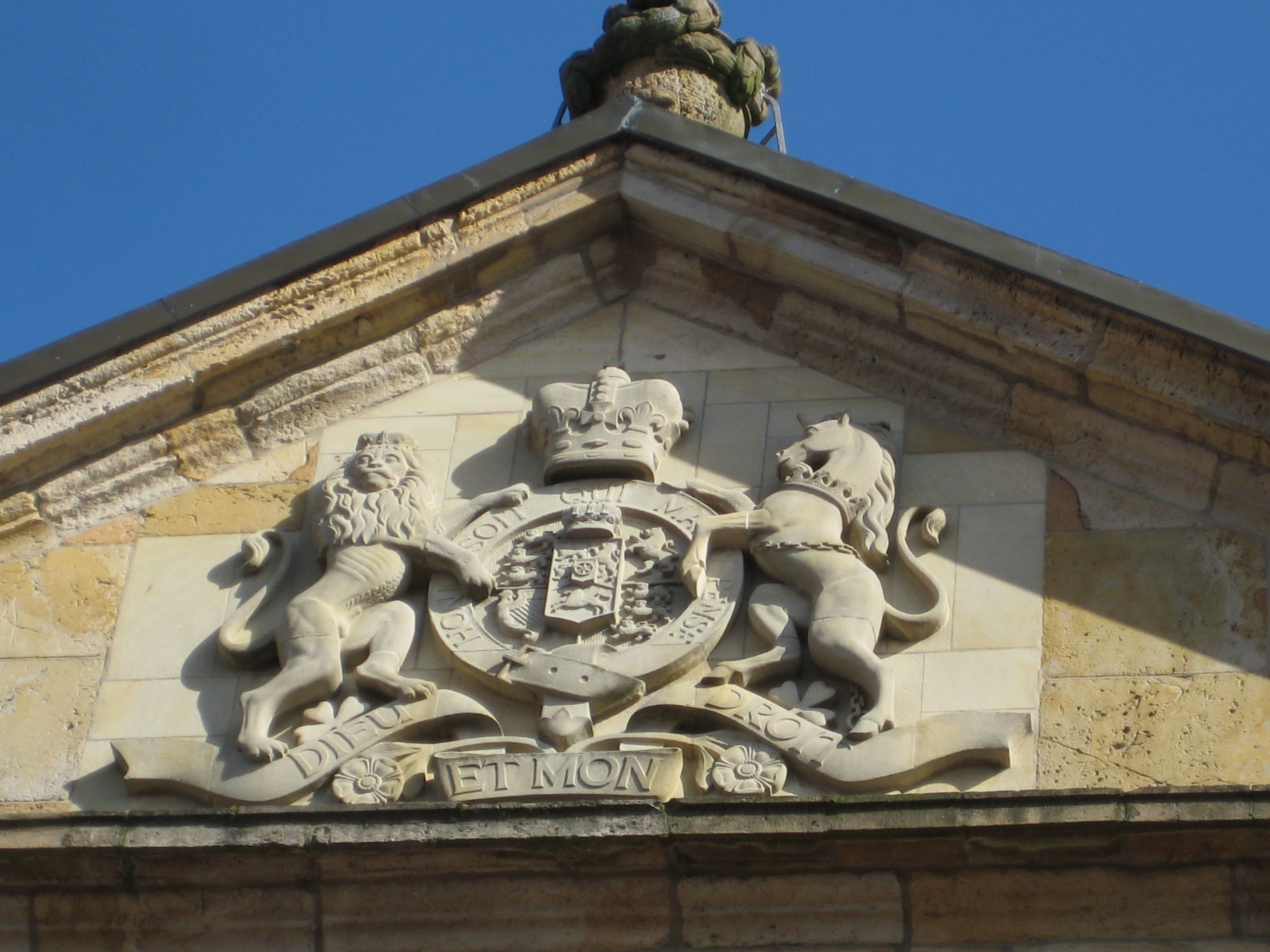
Königswappen an der 1785 vollendeten Fürstbischöflichen Kanzlei in Osnabrück aus der Amtszeit Friedrichs von York, 1966 verändert erneuert
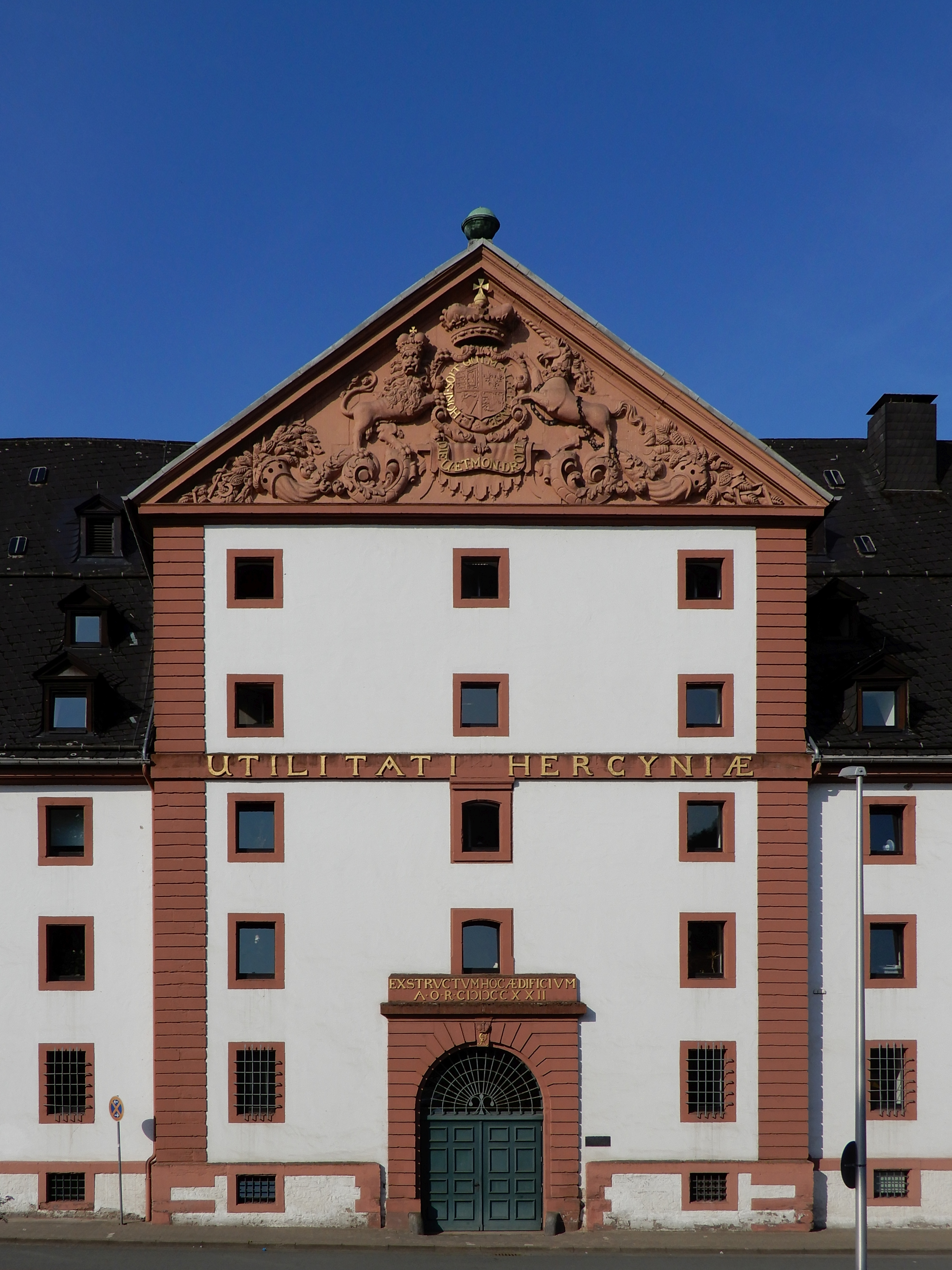
Portalfassade des Harzkornmagazins in Osterode am Harz aus der Zeit der Personalunion (ca. 1722)

## Abgewandelte Versionen

Regierungsversion des Wappens
Schottische Version des Königswappens
Schottische Regierungsversion

Die Regierung verwendet das gleiche Wappen, allerdings ohne Helm und Helmschmuck, sodass sich die Krone direkt auf dem Wappen befindet.
Wenn die britischen Monarchen in Schottland weilen, benutzen sie die schottische Version des Königswappens (siehe Wappen Schottlands), bei der die hauptsächlichen Veränderungen gegenüber der englischen im Austausch von Symbolen des Hosenbandordens gegen die des schottischen Distelordens sowie im Tausch der englischen und schottischen Felder im Wappenschild bestehen. Auch diese schottische Version wird von der Regierung in einer Variante ohne Helm und Helmschmuck verwendet.
Auch das kanadische Wappen ist eine abgewandelte Version des britischen, bei der kanadische und französische Landessymbole hinzugefügt wurden.
Als abgewandelte Version des britischen Wappens kann man auch das Wappen des Commonwealth of England (1653 und 1659, gemeint ist nicht das Commonwealth of Nations) bezeichnen, wenn es auch dem heutigen nicht sonderlich ähnlich sah. Es hatte sich nämlich das Königswappen unmittelbar zum Vorbild genommen: Helm und Helmzier waren beibehalten worden, und die Wappensymbole Englands und Schottlands – die irische Harfe wurde beibehalten – wurden einfach durch die dazugehörigen Flaggensymbole (Georgskreuz für England, Andreaskreuz für Schottland) ausgetauscht. Im Herzschild (Schild in der Mitte des Wappenschilds) befand sich das Wappen des Lordprotektors Cromwell, ein silberner steigender Löwe auf schwarz. Schildhalter waren ein Löwe und ein Drache, das Motto „pax quaeritur bello“ (deutsch „Friede wird durch Krieg gesucht“), ein passendes Motto also für einen Regenten, der so viele Kriege führte.

## Geschichte des Wappenschilds von Großbritannien

### Wappenschild des Königreichs England bis 1603
Die Verwendung von drei goldenen Leoparden auf rotem Grund im Wappen Englands geht in dieser Form auf das jüngere Wappen von Richard Löwenherz zurück, das seine Ursprünge im Wappen des Hauses Plantagenet hat.
Um Ansprüche auf den Französischen Thron geltend zu machen, wurden seit Eduard III. zusätzlich die Lilien der Kapetinger mit in das Wappen aufgenommen.
Ab 1406 wurden die Lilien der damals aktuellen Darstellung im Wappen Frankreichs angepasst.
Richard II. schloss zusätzlich das angebliche Wappen Eduard des Bekenners mit ein.
Maria I. verwendete zusätzlich das Wappen ihres Mannes Philipp II. von Spanien.

1154–1198 Mögliche Darstellung des Wappens von Heinrich II. und des Älteren Wappens von Richard Löwenherz als Könige von England
1154–1198 Mögliche Darstellung des Wappens von Heinrich II. und des Älteren Wappens von Richard Löwenherz als Könige von England
1198–1340 1360–1369 Jüngeres Wappen von Richard Löwenherz als König von England, sowie seiner Nachfolger
1340–1360 1369–1395 1399–1406
1395–1399 Wappen von Richard II.
1406–1422 1461–1470 1471–1554 1558–1603
1422–1461 1470–1471 Wappen von Heinrich VI.
1554–1558 Wappen von Maria I.

### Wappenschild des Königreichs Schottland bis 1603
Das Wappen Schottlands geht auf Wilhelm I. zurück.
Maria Stuart verwendete zusätzlich die Wappen ihres Mannes Franz II. von Frankreich.

1165–1558 1565–1603
1558–1558 Wappen von Maria Stuart vor der Thronbesteigung Franz II.
1559–1560 Wappen von Maria Stuart nach der Thronbesteigung Franz II.
1560–1565 Wappen von Maria Stuart nach dem Tod Franz II.

### Wappenschilde Englands und Schottlands während der Personalunion
Seit der Thronbesteigung von Jakob I. in England, der zuvor schottischer König war, wird ein gemeinsames Wappen verwendet, in dem auch die Harfe für Irland aufgenommen wurde.
Es existierte dabei in der Regel eine spezielle Version des Wappens für die Verwendung in Schottland, bei denen den schottischen Landessymbolen der Vorzug gegeben wird.
Im Act of Union 1707 wurde dies garantiert.
In der Zeit des Commonwealth of England wurden Wappen auf Basis der Flagge Englands und der Flagge Schottlands verwendet.

1603–1649 1660–1689 1702–1707
1603–1649 1660–1689 1702–1707 (Schottische Version)
1649–1654 Commonwealth of England
1654–1655 Commonwealth of England, Scotland and Ireland
1655–1660 Commonwealth of England, Scotland and Ireland mit persönlichem Wappen Oliver Cromwells
1689–1695 Wappen unter Maria II. und Wilhelm III.
1689–1695 Wappen unter Maria II. und Wilhelm III. (Schottische Version)
1694–1702 Wappen unter Wilhelm III.
1694–1702 Wappen unter Wilhelm III. (Schottische Version)

### Wappenschilde Großbritanniens und des Vereinigten Königreichs
Ab dem Act of Union 1707 zeigte das erste und vierte Viertel die Wappen Englands und Schottlands verschränkt für das Königreich Großbritannien, das zweite Viertel die Fleur-De-Lis. Mit Beginn der Personalunion zwischen Großbritannien und Hannover zeigt das vierte Viertel das Wappen Kurhannovers: Braunschweig-Lüneburg mit Sachsenross, in dessen Herzschild die Reichskrone für das Erzschatzmeisteramt. Nach der Vereinigung Irlands mit Großbritannien und der Gründung der Französischen Republik wurden die Fleur-De-Lis aus dem Wappen genommen und das Wappen Kurhannovers, ab 1816 Königreich, in die Mitte gesetzt. Mit dem Ende der Personalunion 1837 verschwand auch das Wappen Hannovers. Auf Grund der persönlichen Vorliebe von Elisabeth II. wird seit 1952 für die Darstellung der Harfe einer einfachen gälischen Harfe der Vorzug vor der älteren Darstellung gegeben.

Wappen Annes 1707–1714
Wappen Annes 1707–1714 (Schottische Version)
1714–1801
1714–1801 (Schottische Version)
1801–1816
Schottische Version 1801–1816
Ab der Erhebung Hannovers 1816 zum Königreich wurde das Herzschild mit Königskrone bekrönt.
Schottische Version 1816–1837
Wappen ab Victoria, Ende der Personalunion 1837
Schottische Version 1837–1952
Wappen Elisabeths II.
Schottische Version ab 1952